# National Recreation Trail
Pour les articles homonymes, voir NRT.

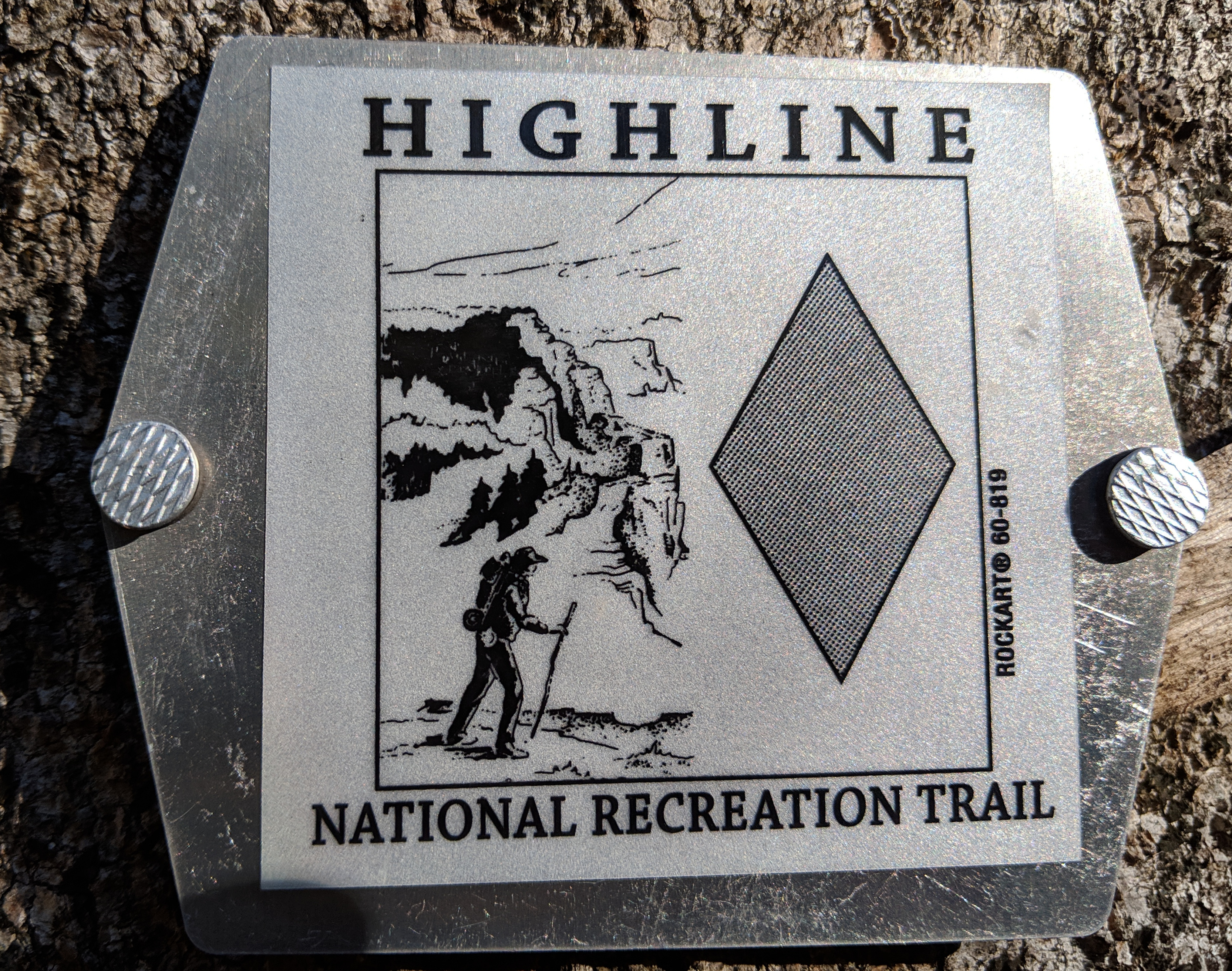

National Recreation Trail, ou NRT, est un type de classement dont peut bénéficier un sentier aux États-Unis. Il concerne aussi bien des sentiers de randonnée (comme le Iditarod Trail en Alaska ou le Bayside Trail, le Flat Top-Fallingwater Cascades Trail en Virginie, le Congress Trail et le Coastal Trail en Californie) que des sentiers d'interprétation (comme le Robert Frost Interpretive Trail dans le Vermont), des sentiers maritimes et des sentiers aquatiques (comme le Congaree River Blue Trail en Caroline du Sud). Plus de 1 200 voies sont ainsi désignées.